# Сташовиці
Сташовиці (пол. Staszowice) — село в Польщі, у гміні Вінсько Воловського повіту Нижньосілезького воєводства.
Населення — 56 осіб (2011).
У 1975-1998 роках село належало до Вроцлавського воєводства.

## Демографія
Демографічна структура станом на 31 березня 2011 року:
|          | Загалом | Допрацездатний вік | Працездатний вік | Постпрацездатний вік |
| -------- | ------- | ------------------ | ---------------- | -------------------- |
| Чоловіки | 26      | 2                  | 19               | 5                    |
| Жінки    | 30      | 2                  | 12               | 16                   |
| Разом    | 56      | 4                  | 31               | 21                   |